# Four's a Crowd
Four's a Crowd (bra: Amando Sem Saber) é um filme estadunidense de 1938, do gênero comédia romântica, dirigido por Michael Curtiz, e estrelado por Errol Flynn, Olivia de Havilland, Rosalind Russell e Patric Knowles. O roteiro foi escrito por Casey Robinson e Sig Herzig a partir de uma história de Wallace Sullivan.
Este foi o quarto dos oito filmes que de Havilland e Flynn co-estrelaram juntos.

## Sinopse
A repórter Jean Christy (Rosalind Russell) trabalha para um jornal e corre o risco de ser demitida por seu jovem chefe, Pat Buckley (Patric Knowles), depois que Buckley se desentende com seu editor-chefe, Robert Lansford (Errol Flynn). Enquanto isso, Lansford espera ganhar o negócio do magnata John Dillingwell (Walter Connolly) para sua empresa de relações públicas, e usa seu cargo no jornal de Buckley para conseguir angariar uma boa imprensa para Dillingwell. No processo, ele descobre que a neta de Dillingwell, Lorri (Olivia de Havilland), é a noiva de Buckley. Lansford decide tentar conquistar Lorri, enquanto Christy decide tentar conquistar Buckley.

## Elenco
- Errol Flynn como Robert "Bob" Kensington Lansford
- Olivia de Havilland como Lorri Dillingwell
- Rosalind Russell como Jean Christy
- Patric Knowles como Patterson "Pat" Buckley
- Walter Connolly como John P. Dillingwell
- Hugh Herbert como Silas Jenkins
- Melville Cooper como Bingham, o mordomo de Dillingwell
- Franklin Pangborn como Preston
- Herman Bing como Herman, o barbeiro
- Margaret Hamilton como Amy, a governanta de Dillingwell
- Joseph Crehan como Mordomo Pierce
- Joe Cunningham como Ed Young
- Gloria Blondell como Gertrude, primeira secretária de Lansford
- Carole Landis como Myrtle, segunda secretária de Lansford

## Produção
O título de produção do filme foi "All Rights Reserved", e foi supostamente baseado na carreira do notável homem de relações públicas Ivy Ledbetter Lee, que trabalhou para a família Rockefeller. O título do filme foi alterado para "Four's a Crowd" em fevereiro de 1938.
A Warner Bros. conseguiu escalar Rosalind Russell, que foi emprestada pela Metro-Goldwyn-Mayer para o filme. William Dieterle foi originalmente escalado para dirigir o filme. Edmund Goulding recusou assumir a direção, então Michael Curtiz foi designado para a função. Embora a fotografia principal tenha passado 12 dias do tempo previsto, Curtiz ainda conseguiu economizar US$ 12.000 do orçamento.
No final do filme, Flynn e de Havilland, normalmente o casal feliz no encerramento de qualquer filme em que estejam juntos, começam a se beijar apaixonadamente, apenas para ouvir protestos de Russell e Knowles, com cujos personagens eles estão envolvidos. Os casais trocam de lugar, com de Havilland dizendo: "Tchau, Errol".

## Lançamento
Com o sucesso de "The Adventures of Robin Hood", Errol Flynn estava preocupado em ser rotulado apenas como um espadachim, e convenceu a Warner Bros. a escalá-lo para outros tipos de filmes, especificamente comédias malucas. No entanto, "Four's a Crowd" não foi um sucesso de bilheteria, o que fez com que a Warner Bros. mantivesse Flynn em papéis de ação.